# Robert Gallo
Robert Charles Gallo (n. 23 martie 1937, Waterbury, Connecticut, SUA) este un medic și biolog american, cunoscut pentru că a descoperit originea retrovirală a SIDA în 1982, care a fost confirmată apoi în anul următor prin izolarea HIV tip 1 de către Luc Montagnier și Françoise Barré-Sinoussi.
Gallo este directorul Institutului de Virologie Umană de la Universitatea din Maryland din Baltimore. În 2005, Gallo a cofondat Profectus Biosciences, care dezvoltă și comercializează tehnologii pentru reducerea mortalității cauzate de bolile virale.